# Manifestation Condorcet du 5 juillet 1914

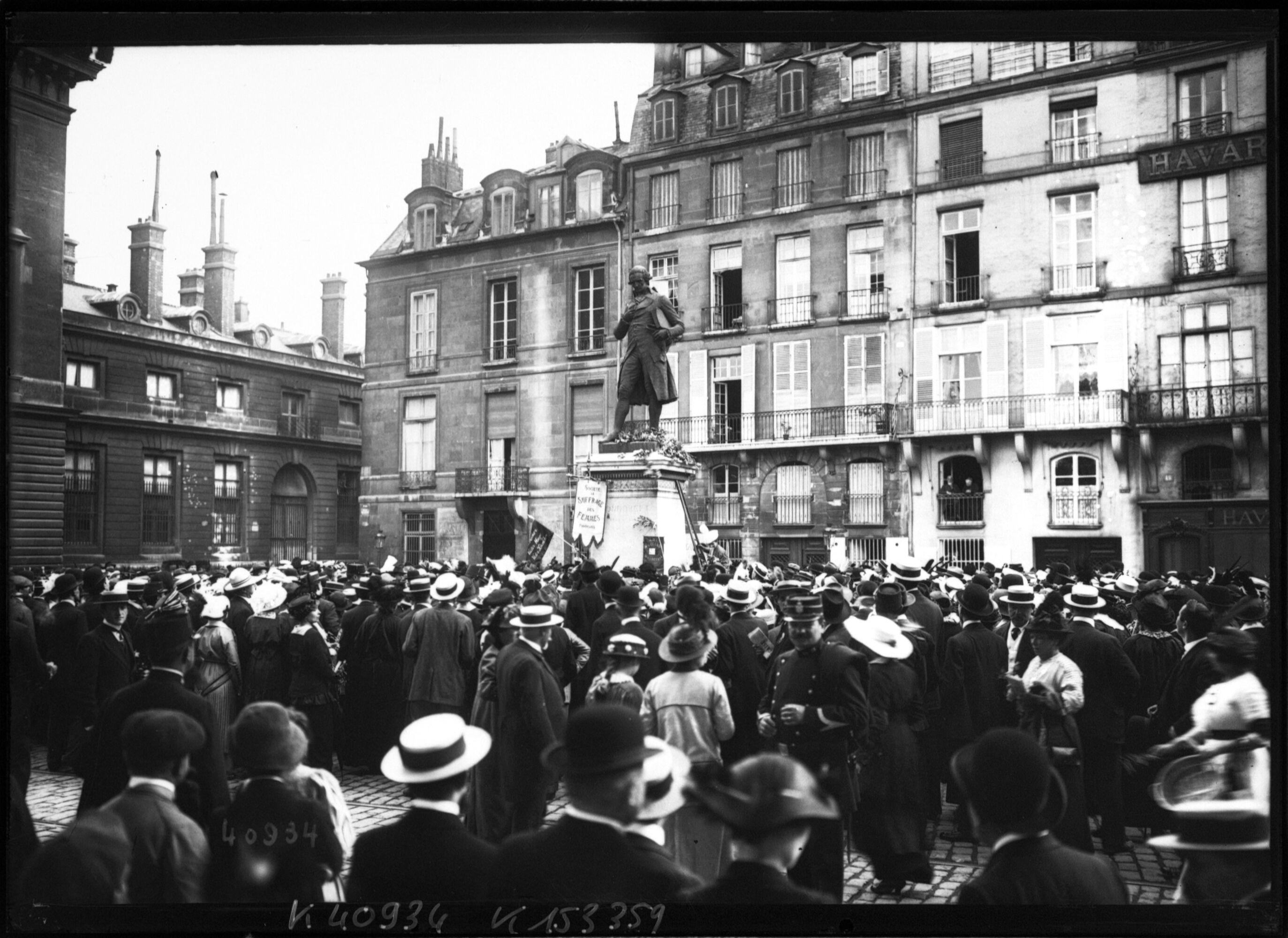
Manifestation du 5 juillet 1914 devant la statue de Condorcet, à Paris.

Lors de la manifestation Condorcet du 5 juillet 1914, entre 2 000 et 6 000 manifestants se réunissent à l'appel du Groupe des femmes socialistes dirigé par Louise Saumoneau autour de la statue de Condorcet, quai de Conti à Paris. Cette marche à pour origine le refus de la Chambre des députés de voter pour le droit de vote des femmes (par 238 sur 591) en février 1914. 

## Déroulement

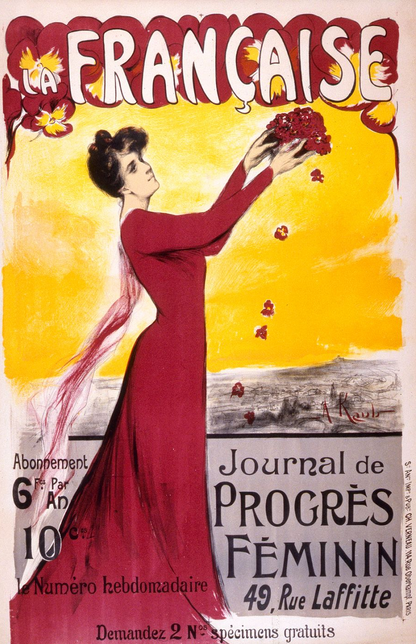
Affiche que présentait La Française en 1906.

Les manifestantes, avec Marguerite Durand et Séverine en tête de cortège, se réunissent le 5 juillet à 15 h à la terrasse de l'Orangerie dans le jardin des Tuileries et, de là, se dirigent vers le quai de Conti, traversant la Seine par le pont Royal.
La manifestation est suivie d'un banquet organisé par la Ligue française pour le droit des femmes. Un numéro de l'hebdomadaire féministe La Française paru ce même jour présente Condorcet aux côtés des figures du suffragisme, ainsi que les revendications en faveur du droit de vote des femmes.